# Supersci
Supersci, tidigare Superscientifiku, är en svensk underground hiphop-grupp från Sundsvall som har givit ut tre album.

## Diskografi
Studioalbum
- Pinetrees on the Pavement (2006)
- Timelines (2010)
- Entropy (2015)

Singlar och EP-skivor
- Soundvalley EP (1998)
- Syntax + Semantics EP (1999)
- Aahyeahwhatchasay EP (2001)
- How We Gonna Fail Now? EP (2002)
- What It Is EP (2009)

Mixtapes
- Cutting Down Trees (2007)

### Fotnoter
1. ↑  ”Arkiverade kopian”. Arkiverad från originalet den 17 april 2015. https://web.archive.org/web/20150417025530/http://www.st.nu/noje/musik/supersci-slapper-singel-med-kristin-amparo. Läst 16 april 2015.
2. ↑  ”Arkiverade kopian”. Arkiverad från originalet den 17 april 2015. https://web.archive.org/web/20150417034511/http://www.sn24.se/noje/supersci-har-tagit-sig-tid-att-slappa-nytt. Läst 16 april 2015.